# Coyhaique
Coyhaique je glavno mesto regije Aysén v Čilu. Mesto obsega 7.320,5 km2, leta 2012 je imelo 53.715 prebivalcev.